# 情報テラス
『情報テラス』（じょうほうテラス）は、宮城県と東北地方のNHK総合テレビジョンで平日昼前に放送されたNHK仙台放送局制作の生放送情報番組である。

## 概要
1998年4月8日に放送開始。
仙台局のロビースタジオから11時台を通して放送された。前半は『情報テラス東北』として東北ブロック向け、後半は『情報テラスみやぎ』として宮城県向けであった。
放送開始から2006年3月までは、前半部分は『東北情報テラス』（11:07 - 11:30）としてNHK東北各県独自制作の情報番組に内包される形で放送された。2006年4月から2007年3月2日までは、ワンセグを通じて東北6県でも『情報テラスみやぎ』を視聴出来た。
NHKの新経営計画に基づく抜本改編により、2009年3月18日の放送を最後に終了、併せて長らくこの枠を担当した赤間裕子は退局した。後番組は『情報パレット』（2012年3月19日終了）である。

## 放送時間
情報テラス東北（東北6県向け）
平日：11:05 - 11:30
情報テラスみやぎ（宮城県向け）
平日：11:30 - 12:00（途中全国の気象情報を内包）
備考
国会中継・スポーツ中継（概ね高校野球や大リーグ）や、台風・地震等の災害報道及び緊急・重大ニュースが発生した時等は、全編及び一部コーナーが休止または短縮。

### 宮城を除く東北5県で11:30から放送された番組
- 情報ランチ（青森局）
- ひるまえこまち（秋田局）
- ひるっコいわて（盛岡局）
- YYほっとチャンネル（山形局）
- くらしのチャンネル（福島局）

#### 備考
- 秋田局の「ひるまえこまち」と盛岡局の「ひるっコいわて」は、後継番組「情報パレット」でも11:30に接続する。
- 青森局の「情報ランチ」は、2009年4月からは11:45開始に短縮され、東日本大震災発生直前の2011年3月11日まで「情報パレット」から直接接続しなかった。
- 山形局の「YYほっとチャンネル」と福島局の「くらしのチャンネル」は、当番組と同時に終了した。

## 番組内容

### 情報テラス東北
- オープニング
- 曜日毎の内容
  - 月曜 - リフレッシュ体操
  - 火曜 - 今月の本棚
  - 水曜 - とうほく情報局
  - 木曜 - 美術館・博物館情報（東北6県の美術館及び博物館を紹介する。「情報パレット」では「ミュージアムへようこそ」として続く。）
  - 金曜 - 催しのテラス（東北地方の観光情報などを案内するコーナー）と東北地方の週末情報（「情報パレット」では「おでかけガイド」として続く。）
- 東北地方の道路交通情報（金曜のみ）
- 東北地方の気象情報
- 次回の予告

### 情報テラスみやぎ
- 天気カメラの映像（大体女川か石巻の映像）と電話リポート
- 東北地方の道路交通情報

11:30から東京発のニュースを放送する場合は、番組開始が遅れた。

### その他
EPGでの番組終了時刻は11:54となっていたが、11:57からの宮城県内の気象情報は引き続き赤間と気象予報士が担当した。これはEPGの仕様によるもので、全国気象情報を内包している多くの番組で同じ現象がみられる。

## 出演者
- 赤間裕子（司会、元・福島テレビ→テレビ東京）
- 勝又幸恵（気象情報担当、気象予報士・「情報パレット」に続投する。）
- 永井友理

## 備考
2008年6月16日月曜日から6月27日金曜日の期間は、11時05分から5分間東北ブロックで岩手・宮城内陸地震関連ニュースを放送した関係で5分短縮の11時10分スタートとなった。